# Deadpool 2
Deadpool 2 là một bộ phim siêu anh hùng của Mỹ dựa trên nhân vật Deadpool của Marvel Comics, được phát hành bởi 20th Century Fox. Đây là phần thứ mười trong loạt phim X-Men, và là phần tiếp theo của bộ phim Deadpool năm 2016. Bộ phim được đạo diễn bởi David Leitch với kịch bản của Rhett Reese, Paul Wernick và Ryan Reynolds, người đóng vai chính cùng với Josh Brolin, Morena Baccarin, Julian Dennison, Zazie Beetz, T. J. Miller, Brianna Hildebrand và Jack Kesy. Trong phim, Deadpool thành lập nhóm X-Force để bảo vệ một dị nhân trẻ tên là Russel khỏi sự tấn công của Cable - một người nửa người nửa máy đến từ tương lai.
Kế hoạch cho phần tiếp theo của Deadpool đã bắt đầu trước khi bộ phim gốc phát hành và đã được xác nhận vào tháng 2 năm 2016. Mặc dù đội ngũ sáng tạo ban đầu gồm Reynolds, Reese, Wernick và đạo diễn Tim Miller đã nhanh chóng chuẩn bị trở lại cho phần phim thứ hai, Miller đã rời dự án vào tháng 10 năm 2016 do sự khác biệt sáng tạo với Reynolds và sớm được thay thế bởi Leitch. Một cuộc tìm kiếm diễn viên mở rộng đã diễn ra để điền vào vai Cable, cuối cùng thì Brolin được chọn. Quá trình quay phim diễn ra tại British Columbia từ tháng 6 đến tháng 10 năm 2017. Bộ phim dành riêng cho nữ diễn viên đóng thế Joi "SJ" Harris , người đã chết trong một tai nạn xe máy trong quá trình quay phim.
Deadpool 2 được phát hành tại Hoa Kỳ vào ngày 18 tháng 5 năm 2018 bởi 20th Century Fox. Phim vượt xa người tiền nhiệm, thu về hơn 785 triệu đô la trên toàn thế giới, trở thành phim có doanh thu cao thứ chín trong năm 2018, phim có doanh thu cao nhất trong loạt phim X-Men, cũng như phim xếp hạng R có doanh thu cao nhất vào thời điểm đó. Bộ phim nhận được đánh giá tích cực từ các nhà phê bình, những người khen ngợi sự hài hước, diễn xuất của dàn diễn viên, câu chuyện và phân cảnh hành động nhưng lại chỉ trích giọng điệu, kịch bản và những trò đùa tái chế. Một phiên bản được xếp hạng PG-13 của bộ phim, có tựa đề Once Upon a Deadpool, được phát hành vào ngày 12 tháng 12 năm 2018 với nhiều ý kiến trái chiều. Sau thương vụ mua lại 20th Century Fox của Disney, phần ba về Deadpool đang được Marvel Studios phát triển như một phần của Vũ trụ Điện ảnh Marvel.

## Nội dung
Hai năm sau khi thành công với vai trò lính đánh thuê Deadpool, Wade Wilson bị một nhóm người xông vào nhà ngay trong đêm mà Wade và Vanessa có ý định cùng nhau lập gia đình. Wade đã dùng bộ dao bếp để tiêu diệt kẻ địch. Tuy nhiên khi đã sử dụng hết dao bếp, chỉ còn lại chiếc dao quệt kem thì bất ngờ một tên địch nữa xông vào bắn chết Vanessa. Wade giết hắn để trả thù, nhưng anh luôn tự trách mình vì cái chết của vợ chưa cưới. Những ngày tháng tiếp theo, Wade liên tục tìm cách tự tử, và cách cuối cùng anh làm là nằm lên thùng đựng xăng và châm lửa để được gặp lại Vanessa ở thế giới bên kia. Nhưng những mảnh cơ thể của Wade vẫn còn sống và được Colossus đặt lại với nhau để tự hồi phục. Thứ duy nhất Wade còn lại là một chiếc xèng chơi game do Vanessa tặng cho anh.
Phục hồi tại X-Mansion, Wade đồng ý tham gia X-Men như một cách để chữa bệnh. Anh, Colossus và Negasonic Teenhead Warhead có nhiệm vụ mới là ứng phó với một đứa trẻ đột biến tên Russell Collins / Firefist tại một trại trẻ mồ côi, được gắn nhãn là "Trung tâm Cải tạo dị nhân". Wade vô tình nhận ra rằng Russell đã bị nhân viên trại trẻ mồ côi ngược đãi, và anh đã giết chết một trong những nhân viên ấy. Colossus ngăn Wade lại để anh ta không giết thêm bất cứ ai khác nữa, sau đó cả Wade lẫn Russell đều bị bắt giữ và buộc phải đeo chiếc vòng khử siêu năng lực. Họ bị đưa tới "băng ngục" - một trại giam đặc biệt dành riêng cho tù nhân có siêu năng lực. Ở đây, Wade và Russell bị bạn tù bắt nạt và họ không thể chống trả vì siêu năng lực không còn. Wade nói với Russell rằng đừng nên đối đầu với kẻ to nhất ở băng ngục mà nên kết thân với hắn. Trong khi đó, một người lính cybernetic (nửa người nửa máy) đến từ tương lai tên là Cable đi ngược thời gian để tìm diệt Russell vì trong tương lai, cậu bé sẽ trở thành một kẻ sát nhân sử dụng siêu năng lực để giết cả gia đình Cable.?
Cable đột nhập vào băng ngục và tấn công Russell. Wade trong lúc giúp Russell chạy trốn đã vô tình làm đứt chiếc vòng khử siêu năng lực, tuy nhiên anh vẫn bị Cable đánh bại. Trong lúc hôn mê, Wade chìm vào giấc chiêm bao và thấy Vanessa, cô nói với anh rằng trái tim của anh đã đặt không đúng chỗ. Wade tỉnh lại và tiếp tục chiến đấu với Cable, anh nói với Cable rằng anh với Russell chẳng phải bạn bè gì cả và anh cũng chẳng quan tâm tới một đứa trẻ dị nhân. Những câu nói của Wade vô tình bị Russell nghe thấy. Wade tự đấy bản thân mình cùng với Cable ra khỏi băng ngục và cả hai lao xuống núi tuyết. Wade bị đập đầu vào tảng đá suýt chết một lần nữa, anh lại chìm vào giấc chiêm bao và gặp lại Vanessa, cô nói rằng để chạm được vào cô thì anh phải dành sự quan tâm cho trẻ con, vì "bọn trẻ khiến con người ta thay đổi" ngụ ý thuyết phục Wade cứu lấy Russell. Trong tù, Russell kết thân với Juggernaut - kẻ to nhất nhà tù đúng như lời Wade nói trước đó. Wade trở về và tổ chức một nhóm dị nhân gọi là X-Force để cứu Russell ra khỏi đoàn tàu vận chuyển tù nhân và bảo vệ cậu khỏi sự tấn công của Cable. Cả nhóm bắt đầu cuộc tấn công vào đoàn tàu vận tải bằng cách nhảy dù từ một chiếc máy bay, nhưng tất cả các thành viên trong nhóm đều chết sạch trừ Wade và Domino - cô nàng may mắn. Trong khi chiến đấu với Cable, Russell giải phóng cho Juggernaut, đổi lại hắn ta đồng ý giết ông hiệu trưởng trại trẻ mồ côi để trả thù cho Russell.
Cable hợp tác với Wade và Domino để ngăn chặn sự giết người đầu tiên của Russell, mà sau này sẽ dẫn đến nhiều hơn nữa. Anh đồng ý cho Wade cơ hội để nói chuyện với Russell trước khi tìm cách giết cậu bé lần nữa. Họ đến trại trẻ mồ côi và bị áp đảo bởi Juggernaut trong khi Collins tấn công hiệu trưởng. Colossus, người lúc đầu đã từ chối giúp đỡ Wilson theo những cách giết người của Wade, đã đến và làm sao lãng Juggernaut đủ lâu cho Wilson và Cable để đối đầu với Collins. Sau khi Wilson dường như thất bại trong việc nói chuyện với Russell, Cable bắn vào Russell. Wade nhảy ra trước viên đạn và chết, đoàn tụ với Vanessa ở thế giới bên kia.Động lòng trước sự hy sinh của Wade thấy cho mình, Russell không giết hiệu trưởng, khiến cho tương lai thay đổi, trong đó gia đình của Cable bây giờ tồn tại. Cable sử dụng điện tích cuối cùng trên thiết bị du hành thời gian của anh, thứ anh cần để trở về gia đình, quay lại vài phút và dắt 1 đồng xu vào trước ngực Wade trước khi họ đến trại mồ côi. Lần này, khi Wilson nhảy lên trước viên đạn, nó bị chặn lại bởi chính đồng xu và anh ta sống sót. Russell vẫn thay đổi suy nghĩ. Trong phân cảnh cuối, hiệu trưởng của trường bị đâm chết bởi Dopinder và nhóm X-force rời khỏi trại trẻ mồ côi.
Trong cảnh hậu danh đề, Negasonic và bạn gái Yukio sửa chữa thiết bị du hành thời gian của Cable cho Wade. Anh sử dụng nó để cứu mạng sống của Vanessa và thành viên X-Force Peter; tiêu diệt Deadpool phiên bản của X-Men Origins: Wolverine (2009) và giết diễn viên Ryan Reynolds trong khi anh đang xem xét làm diễn viên trong bộ phim Green Lantern (2011).

## Diễn viên

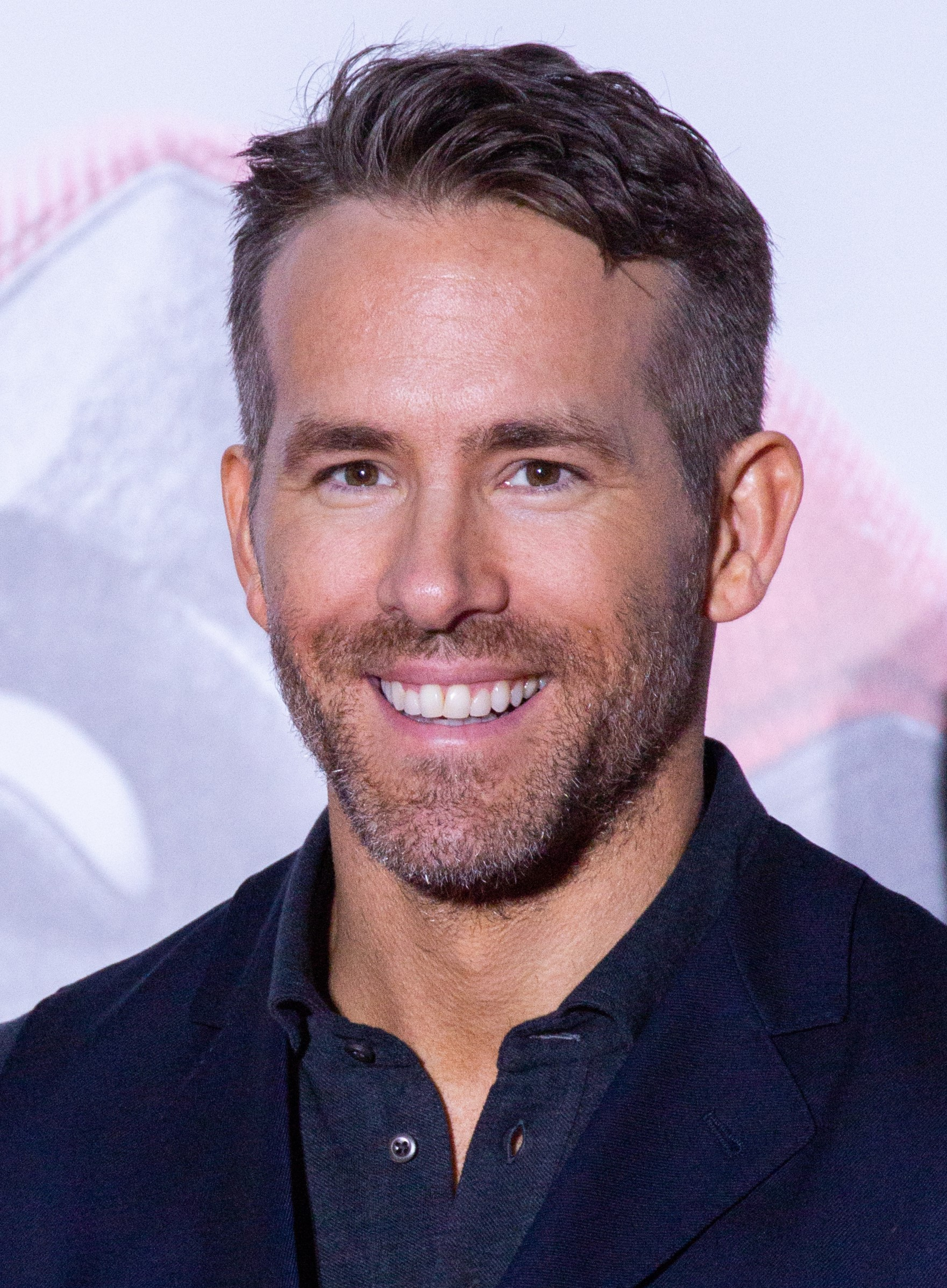
Reynolds tại buổi ra mắt phim ở Tokyo.

- Ryan Reynolds trong vai Wade Wilson / Deadpool: Một cựu lính đánh thuê khôn ngoan với khả năng hồi phục nhanh chóng nhưng vết sẹo nghiêm trọng trên cơ thể sau khi trải qua một cuộc đột biến tái sinh thử nghiệm.  Anh thành lập X-Force, một đội gồm những người đột biến, sau khi thấy mình ở "điểm thấp nhất" ở đầu phim. Bộ phim đề cập đến một số nội dung đề cập đến tình tiết của Deadpool sau khi phần phim đầu tiên bị chỉ trích vì bỏ qua nó.  Với tư cách là đồng biên kịch của bộ phim, Reynolds đã chú thích rất nhiều cuộc đối thoại của mình trong suốt quá trình sản xuất. Đối với phân đoạn mid-credit của bộ phim, hãy lưu trữ cảnh quay của Reynolds vào vai Deadpool trong X-Men Origins: Wolverine được sử dụng, và Reynolds cũng vào vai chính mình trước khi anh tham gia bộ phim Green Lantern.
- Josh Brolin trong vai Cable: Một người lính điều khiển học du hành thời gian, "theo nhiều cách trái ngược với Deadpool". Đạo diễn David Leitch gọi động lực giữa Cable và Deadpool là "kiểu bạn thân-cảnh sát cổ điển", và so sánh chúng với các nhân vật do Nick Nolte và Eddie Murphy thể hiện trong 48 Hrs. (1982). Leitch nói thêm rằng nhân vật như được viết trong kịch bản hầu hết chỉ là một "nhân vật hành động", và ông dựa vào Brolin để thêm sắc thái cho vai diễn và khám phá nỗi đau nội tâm của nhân vật để tránh nó trở thành một bức tranh biếm họa. Brolin đã ký một hợp đồng bốn phim để đóng vai nhân vật này,  và mô tả sự xuất hiện của anh ấy ở đây chỉ là phần giới thiệu cho nhân vật, với "ba bộ phim nữa sẽ tiết lộ thêm".
- Morena Baccarin vai Vanessa: Vợ sắp cưới của Wilson. Nhân vật bị giết ở đầu phim trong một ví dụ về "fridging" - việc giết một nhân vật nữ để chuyển tiếp sự phát triển của một nhân vật nam. Điều này xảy ra với vợ và con gái của Cable cũng là động lực cho phần câu chuyện của anh ta. Leitch và các nhà biên kịch cho biết họ không biết về thuật ngữ "fridging", và điều đó Họ không bị "phân biệt giới tính một cách có ý thức". Các phiên bản trước của bộ phim chỉ đơn giản là Vanessa chia tay với Wilson, nhưng các nhà biên kịch muốn sử dụng cơ hội để "gây ra đau khổ lớn cho anh ta bằng cách để dòng công việc của anh ta là thứ khiến Vanessa phải trả giá. Cuộc sống". Họ cũng cảm thấy thoải mái hơn với những cái chết do số lượng nhân vật nữ mạnh mẽ trong phim tăng lên và vì những cái chết được đảo ngược vào cuối phim với du hành thời gian; nhà biên kịch Rhett Reesenói, "Có lẽ đó là một điều phân biệt giới tính. Tôi không biết. Và có thể một số phụ nữ sẽ gặp vấn đề với điều đó. Tôi không biết. Tôi không nghĩ rằng đó sẽ là một mối quan tâm lớn, nhưng nó đã không" thậm chí không thực sự xảy ra với chúng tôi." Baccarin cho biết cô tin tưởng cốt truyện là cần thiết cho bộ phim và nhấn mạnh sự thật rằng Vanessa được cứu ở cuối phim.
- Julian Dennison trong vai Russell Collins / Firefist: Một dị nhân trẻ mắc chứng pyrokinesis đang bị săn đuổi bởi Cable. Reynolds nhất quyết chọn Dennison sau khi nhìn thấy anh ấy trong Hunt for the Wilderpeople (2016),  với nhân vật được "thiết kế riêng" cho anh ấy, và không có diễn viên nào khác được xem xét cho vai diễn này.  Nhân vật này được coi là một nhân vật phản diện trong phần lớn thời lượng của bộ phim,  mà Leitch nghĩ là một "hành động thú vị về toàn bộ góc độ của nhân vật phản diện". Dennison cảm thấy vai diễn này đặc biệt đặc biệt vì dù là "mũm mĩm", anh ấy sẽ xem phim siêu anh hùng và "không bao giờ thấy ai giống mình. Tôi rất hào hứng được làm điều đó cho những đứa trẻ khác trông giống mình".  Sala Baker đóng vai nhân vật này ở độ tuổi lớn hơn, trong tương lai của Cable.
- Zazie Beetz trong vai Domino: Một lính đánh thuê với khả năng điều khiển vận may của người đột biến, gia nhập đội X-Force của Deadpool. Leitch mô tả phiên bản phim về nhân vật này là "thú vui thực sự thú vị" của riêng Beetz, với việc nữ diễn viên giải thích nhân vật là đứa con một hình thành "mối quan hệ anh chị em" với Deadpool, với "điều đó qua lại đùa giỡn mà cô ấy không giao dịch với anh ấy". Beetz bắt đầu "rèn luyện sức khỏe mỗi ngày" khi cô nhận được vai diễn, yêu cầu cô phải bắn súng và sử dụng thể chất "toàn thân", và quyết định không cạo lông nách để phù hợp với nhận thức đang thay đổi của công chúng và để chứng minh rằng đó "không phải là điều gì đó thô tục hay đáng xấu hổ".
- T. J. Miller vai Weasel: Bạn thân của Wilson và là chủ một quán bar mà lính đánh thuê thường xuyên lui tới.
- Brianna Hildebrand trong vai Negasonic Teenage Warhead: Một X-Man tuổi teen có sức mạnh đột biến để kích nổ các vụ nổ nguyên tử từ cơ thể của mình, cô ấy là một "cấp độ X-Men mới" sau khi là thực tập sinh trong bộ phim đầu tiên. Hildebrand cảm thấy rằng "thật tuyệt khi cô ấy đã trưởng thành và trưởng thành và cô ấy vẫn có rất nhiều bản chất của một đứa trẻ punk" từ phần phim đầu tiên, và nói thêm rằng nhân vật sẽ có trang phục "ngầu hơn" trong phần tiếp theo. Các nhà làm phim dự định để Hildebrand cạo đầu để chứng tỏ khả năng của cô đã bị đốt cháy tóc, nhưng cô không thể thực hiện do cam kết với một loạt phim truyền hình. Bộ phim cũng tiết lộ rằng Negasonic đang trong một mối quan hệ đồng giới, đây là mối quan hệ LGBTQ công khai đầu tiên được mô tả trong một bộ phim của Marvel. Khi Reynolds hỏi Hildebrand rằng cô ấy cảm thấy thế nào về cốt truyện tiềm năng trong quá trình phát triển, nữ diễn viên - một thành viên của cộng đồng LGBTQ - đã trả lời tích cực với quy định rằng bộ phim không đưa ra "vấn đề lớn" về mối quan hệ.  Trong một tuyên bố, Chủ tịch kiêm Giám đốc điều hành GLAAD Sarah Kate Ellis ca ngợi mối quan hệ này là "một cột mốc quan trọng trong một thể loại thường khiến người LGBTQ trở nên vô hình và nên gửi thông điệp đến các hãng phim khác noi theo ví dụ về cách kể chuyện thông minh và hòa nhập này".
- Jack Kesy vai Black Tom Cassidy: Một tù nhân đột biến của cơ sở giam giữ Deadpool và Firefist. Ban đầu anh ta được viết là một nhân vật phản diện nổi bật hơn, hoạt động như một "ác quỷ trên vai Firefist", nhưng vai trò của anh ta bị giảm đi khi các nhà biên kịch quyết định có quá nhiều nhân vật phản diện trong câu chuyện và ngân sách sẽ tốt hơn dành cho một nhân vật chẳng hạn như Juggernaut.

Ngoài vào vai Deadpool và chính anh, Reynolds còn lồng tiếng cho Juggernaut. Juggernaut được cho là do "chính anh ta" lồng tiếng, và trước đó đã được Vinnie Jones thể hiện trong bộ phim X-Men: The Last Stand năm 2006. Theo Reese, đội ngũ sáng tạo của Deadpool 2 cảm thấy vẻ ngoài không phù hợp với nhân vật. Muốn có thêm một nhân vật phản diện trong phim để hỗ trợ Firefist trong trận chiến cuối cùng với X-Force, các nhà biên kịch đã chọn Juggernaut vì anh ta là "một thế lực tự nhiên [người] có lẽ là nhân vật tuyệt vời nhất không bao giờ được sử dụng ... theo đúng cách". Khuôn mặt của nhân vật được mô phỏng theo Leitch, với Reynolds cung cấp khả năng chụp khuôn mặt và giọng nói của anh ta. Cái sau đã được điều chỉnh kỹ thuật số để làm cho nó sâu hơn. Reese nói thêm rằng nhân vật "không có nhiều lời thoại, anh ấy là một người đàn ông ít lời, nhưng anh ấy là một người đàn ông rất tức giận và mạnh mẽ".
Stefan Kapičić lồng tiếng cho Colossus, một Dị nhân với khả năng đột biến biến toàn bộ cơ thể của mình thành thép hữu cơ. Kapičić mô tả Colossus là một trong những nhân vật quan trọng nhất trong phim, đòi hỏi Kapičić một quá trình khắc nghiệt hơn trong quá trình ghi hình cho nhân vật này. Anh ấy giải thích rằng Colossus sẽ tiếp tục cố gắng biến Deadpool trở thành một người tốt hơn và những X-Men tiềm năng sau khi làm như vậy trong phần phim đầu tiên.  Không giống như phần đầu tiên, Kapičić cũng cung cấp khả năng chụp lại hiệu suất cho khuôn mặt của nhân vật trong phần tiếp theo, trong khi Andre Tricoteux trở lại đứng cho nhân vật trên phim trường. Leslie Uggams và Karan Sonicũng trở lại từ phần phim đầu tiên với tư cách người bạn cùng phòng lớn tuổi của Deadpool là Blind Al và tài xế taxi Dopinder. Ngoài ra, Eddie Marsan đóng vai hiệu trưởng của Nhà phục hồi người đột biến Essex, một trại trẻ mồ côi; Robert Maillet xuất hiện trong một thời gian ngắn trong vai Sluggo, một tù nhân của Ice Box, người ban đầu có vai phản diện nổi bật hơn bên cạnh Black Tom trước khi cả hai vai diễn đều bị giảm do số lượng nhân vật phản diện trong phim; Hayley Sales và Islie Hirvonen lần lượt xuất hiện trong vai vợ của Cable và Hope, con gái của họ, trong một khoảnh khắc chớp nhoáng; và Shiori Kutsuna đóng vai Yukio, bạn gái của Negasonic Teenage Warhead và đồng đội của X-Men. Phiên bản của Yukio trước đây đã xuất hiện trong bộ phim The Wolverine năm 2013, do Rila Fukushima thủ vai. Phiên bản phim của đội X-Force cũng bao gồm Terry Crews trong vai Bedlam, Lewis Tan trong vai Shatterstar, Bill Skarsgård trong vai Zeitgeist, Rob Delaney trong vai Peter, và Brad Pitt trong vai Vanisher. Pitt đã được cân nhắc cho vai Cable trước khi các vấn đề về lịch trình khiến anh ấy không thể nhận nó; anh ấy vào vai khách mời khách mời Vanisher của mình trong hai giờ trong quá trình hậu sản xuất.
Đảm nhận các vai X-Men của họ trong một vai khách mời ngắn gọn là James McAvoy trong vai Giáo sư Charles Xavier, Nicholas Hoult trong vai Beast, Evan Peters trong vai Quicksilver, Tye Sheridan trong vai Cyclops, Alexandra Shipp trong vai Storm và Kodi Smit-McPhee trong vai Nightcrawler. Lưu trữ cảnh quay của Hugh Jackman trong vai Logan / Wolverine từ X-Men Origins: Wolverine được sử dụng trong mid-credit, với sự cho phép của Jackman. Điều này đã được chỉnh sửa lại cho trình tự và bao gồm các cảnh quay thô cho bộ phim đó. Luke Roessler, người đóng vai David Haller thời trẻ trong loạt phim truyền hình Legion dựa trên X-Men, xuất hiện với tư cách là một dị nhân trẻ được gọi là "Cereal Kid". Khi Cable du hành đến ngày nay, anh bắt gặp hai "điểm nghẽn" thảo luận về tuyên ngôn giấy vệ sinh. Điều này được lấy cảm hứng từ một tuyên ngôn có thật do Reese viết, mà các nhà biên kịch muốn được thảo luận trong phim bởi một diễn viên "tầm cỡ" nhất định: các nhân vật được thể hiện bởi Alan Tudyk và một Matt Damon cải trang, với phần sau được ghi là "Dickie Greenleaf" (tham chiếu đến bộ phim Người tài năng Ripley năm 1999 mà Damon đóng vai chính). Leitch và các nhà văn Reese và Paul Wernick lần lượt đóng vai khách mời trong vai tù nhân Ice Box "Ground Chuck Mutant", một phi công trực thăng đưa tin và một người quay phim thời sự. Stan Lee không thể đóng vai khách mời trong phần tiếp theo, giống như anh ấy đã làm trong bộ phim đầu tiên và phim ngắn No Good Deed, nhưng hình ảnh của anh ấy đã được sử dụng cho bức tượng bán thân trong X-Mansion và graffiti trên tường.

## Tiền đề
Theo thông tin được xác nhận vào tháng 2 năm 2016, kế hoạch cho phần tiếp theo của Deadpool bắt đầu trước khi bộ phim được phát hành. Mặc dù nhóm sáng tạo ban đầu của Reynolds, Reese, Wernick và đạo diễn Tim Miller đã nhanh chóng quay trở lại cho bộ phim thứ hai, Miller rời dự án vào tháng 10 năm 2016 do sự khác biệt sáng tạo với Reynolds, và đã sớm được thay thế bởi Leitch. Phim được quay tại British Columbia, Canada, từ tháng 6 đến tháng 10 năm 2017. Trong quá trình quay phim, người phụ nữ đóng thế Joi "SJ" Harris đã chết trong một tai nạn xe máy. Deadpool 2 dự kiến sẽ được phát hành tại Hoa Kỳ vào ngày 18 tháng 5 năm 2018. Phần tiếp theo - Deadpool & Wolverine đang được phát triển và sẽ thuộc Vũ trụ Điện ảnh Marvel do Marvel Studios sản xuất.

## Âm nhạc
Nhà soạn nhạc Deadpool Junkie XL đã chọn không quay trở lại phần tiếp theo do sự ra đi của Miller. Vào tháng 10 năm 2017, Tyler Bates được thuê để ghi âm cho bộ phim.

## Công chiếu
Deadpool 2 được phát hành tại Mỹ vào ngày 18 tháng 5 năm 2018. Trước đó, bộ phim đã được lên kế hoạch phát hành vào ngày 1 tháng 6.

## Phòng vé
Những dự đoán ban đầu cho bộ phim vào tháng 3 năm 2018 dự kiến sẽ đạt 100 triệu USD trong tuần đầu tiên tại Mỹ và Canada, với tổng doanh thu nội địa dự kiến thấp hơn so với phim đầu tiên (363 triệu USD) vào khoảng 242 triệu USD.. Vào ngày 20 tháng 4 năm 2018, cả Fandango và Regal Cinemas đều thông báo rằng Deadpool 2 là bộ phim được xếp hạng R bán chạy nhất trong lịch sử tương ứng của họ. Đến ngày 26 tháng 4, các dự báo công nghiệp cuối tuần mở cửa đã đạt tới mức 150 triệu USD.

## Liên kết mở rộng
- Website chính thức
- Deadpool 2 trên Internet Movie Database